# Begonia purpusii
Espèce
Begonia purpusii est une espèce de plantes de la famille des Begoniaceae. Ce bégonia est originaire du Brésil. L'espèce fait partie de la section Weilbachia. L'espèce a été décrite en 1960 par Rudolf Christian Ziesenhenne (1911-2005), à la suite des travaux de Arthur Duvernoix Houghton (1870-1938). L'épithète spécifique purpusii signifie « de Purpus », en hommage à C. A. Purpus, récolteur des spécimens types à Chiapas en juin 1914.  

## Répartition géographique
Cette espèce est originaire des pays suivants : El Salvador ; Guatemala ; Mexique.